# Ганс-Норберт Шунк
Ганс-Норберт Шунк (нім. Hans-Norbert Schunck; 31 березня 1920, Торгау — ?) — німецький офіцер-підводник, оберлейтенант-цур-зее крігсмаріне.

## Біографія
1 жовтня 1938 року вступив на флот. З 10 серпня 1943 по 30 березня 1945 року — командир підводного човна U-348, на якому здійснив 6 походів (разом 138 днів у морі), з 31 березня по 15 квітня 1945 року — U-103, з 16 квітня по 9 травня 1945 року — U-369.

## Звання
- Кандидат в офіцери (1 жовтня 1938)
- Морський кадет (1 липня 1939)
- Фенріх-цур-зее (1 грудня 1939)
- Оберфенріх-цур-зее (1 серпня 1940)
- Лейтенант-цур-зее (1 квітня 1941)
- Оберлейтенант-цур-зее (1 січня 1943)